# Соната для фортепіано № 9 (Прокоф'єв)
Соната для фортепіано №9 С. Прокоф'єва до мажор, op. 103 написана в 1947 році. Вперше виконана 21 квітня 1951 року С. Ріхтером. Складається з 4-х частин:
1. Allegretto
2. Allegro strepitoso
3. Andante tranquillo
4. Allegro con brio, ma non troppo presto